# Rally de Montecarlo de 2015
El Rally de Montecarlo de 2015 fue la 83.ª edición y la primera ronda de la temporada 2015 del Campeonato Mundial de Rally. Se celebró del 22 al 25 de enero y contó con un itinerario de quince tramos sobre asfalto que sumaban un total de 356,16 km cronometrados. Fue también la primera ronda de los campeonatos WRC 2, WRC 3, JWRC y la RGT Cup.

## Itinerario
| Día   | Tramo | Nombre                                         | Distancia | Hora  | Ganador         | Tiempo    | Vel. media | Líder rally     |
| ----- | ----- | ---------------------------------------------- | --------- | ----- | --------------- | --------- | ---------- | --------------- |
| Día 1 | SS1   | Entrevaux – Rouaine                            | 21.31 km  | 20:21 | Sébastien Loeb  | 15:53.5   | 80,5 km/h  | Sébastien Loeb  |
| Día 1 | SS2   | Norante – Digne-les-Bains                      | 19.68 km  | 21:29 | Sébastien Ogier | 13:57.1   | 84,6 km/h  | Sébastien Loeb  |
| Día 2 | SS3   | La Salle en Beaumont – Corps 1                 | 15.84 km  | 09:56 | Sébastien Loeb  | 10:23.9   | 91,4 km/h  | Sébastien Loeb  |
| Día 2 | SS4   | Aspres-les-Corps – Chauffayer 1                | 26.08 km  | 10:29 | Robert Kubica   | 15:27.0   | 100,2 km/h | Sébastien Loeb  |
| Día 2 | SS5   | Les Costes – Saint-Julien en Champsaur 1       | 25.40 km  | 11:07 | Robert Kubica   | 15:13.2   | 100,1 km/h | Sébastien Loeb  |
| Día 2 | SS6   | La Salle en Beaumont – Corps 2                 | 15.84 km  | 14:38 | Sébastien Loeb  | 10:26.1   | 91,1 km/h  | Sébastien Loeb  |
| Día 2 | SS7   | Aspres-les-Corps – Chauffayer 2                | 26.08 km  | 15:11 | Robert Kubica   | 14:36.1   | 106,1 km/h | Sébastien Ogier |
| Día 2 | SS8   | Les Costes – Saint-Julien en Champsaur 2       | 25.40 km  | 15:49 | Sébastien Ogier | 15:15.9   | 99,8 km/h  | Sébastien Ogier |
| Día 3 | SS9   | Prunières – Embrun 1                           | 19.93 km  | 09:16 | Cancelado       | Cancelado | Cancelado  | Sébastien Ogier |
| Día 3 | SS10  | Prunières – Embrun 2                           | 19.93 km  | 10:49 | Robert Kubica   | 30:41.9   | 101,0 km/h | Sébastien Ogier |
| Día 3 | SS11  | Lardier et Valença – Faye                      | 51.66 km  | 13:55 | Sébastien Loeb  | 10:42.4   | 111,7 km/h | Sébastien Ogier |
| Día 3 | SS12  | Sisteron – Thoard                              | 36.85 km  | 15:43 | Kris Meeke      | 24:32.9   | 90,0 km/h  | Sébastien Ogier |
| Día 4 | SS13  | Col Saint Jean – Saint Laurent 1               | 10.00 km  | 09:35 | Kris Meeke      | 6:33.7    | 93,0 km/h  | Sébastien Ogier |
| Día 4 | SS14  | La Bollène Vésubie – Sospel                    | 31.66 km  | 10:50 | Sébastien Loeb  | 22:27.3   | 84,6 km/h  | Sébastien Ogier |
| Día 4 | SS15  | Col Saint Jean – Saint Laurent 2 (Power Stage) | 10.00 km  | 12:08 | Kris Meeke      | 6:30.5    | 93,8 km/h  | Sébastien Ogier |

## Clasificación final
| Pos.     | Piloto             | Copiloto          | Automóvil             | Tiempo    | Diferencia | Puntos |
| WRC      | WRC                | WRC               | WRC                   | WRC       | WRC        | WRC    |
| -------- | ------------------ | ----------------- | --------------------- | --------- | ---------- | ------ |
| 1.       | Sébastien Ogier    | Julien Ingrassia  | Volkswagen Polo R WRC | 3:36:40.2 | 0.0        | 25     |
| 2.       | Jari-Matti Latvala | Mikka Anttilla    | Volkswagen Polo R WRC | 3:37:58.0 | +58.0      | 18     |
| 3.       | Andreas Mikkelsen  | Ola Floene        | Volkswagen Polo R WRC | 3:38:52.5 | +2:12.3    | 15     |
| 4.       | Mads Østberg       | Jonas Andersson   | Citroën DS3 WRC       | 3:39:23.8 | +2:43.6    | 12     |
| 5.       | Thierry Neuville   | Nicolas Gilsoul   | Hyundai i20 WRC       | 3:39:52.3 | +3:12.1    | 10     |
| 6.       | Dani Sordo         | Marc Marti        | Hyundai i20 WRC       | 3:39:53.1 | +3:12.9    | 8      |
| 7.       | Elfyn Evans        | Daniel Barrit     | Ford Fiesta RS WRC    | 3:42:03.9 | +5:33.7    | 6      |
| 8.       | Sebastien Loeb     | Daniel Elena      | Citroën DS3 WRC       | 3:45:14.9 | +8:34.7    | 4      |
| 9.       | Martin Prokop      | Jan Tomanek       | Ford Fiesta RS WRC    | 3:46:35.0 | +9:34.8    | 2      |
| 10.      | Kris Meeke         | Paul Nagle        | Citroën DS3 WRC       | 3:47:35.8 | +10:55.6   | 1      |
| WRC 2    |                    |                   |                       |           |            |        |
| 1. (12.) | Stephane Lefebvre  | Stephane Prevot   | Citroën DS3 R5        | 3:49:36.7 | +12:56.5   | 25     |
| 2. (13.) | Craig Breen        | Scott Martin      | Peugeot 208 T16       | 3:51:50.7 | +15:10.5   | 18     |
| 3. (14.) | Armin Kremer       | Klaus Wicha       | Škoda Fabia S2000     | 3:52:03.7 | +15:23.5   | 15     |
| 4. (15.) | Eric Camilli       | Benjamin Veillas  | Ford Fiesta R5        | 3:54:36.4 | +17:36.2   | 12     |
| 5. (19.) | Jonathan Hirschi   | Vincent Landais   | Peugeot 208 T16       | 3:59:29.5 | +22:49.3   | 10     |
| 6. (21.) | Quentin Giordano   | Valentin Sarreaud | Citroën DS3 R5        | 4:06:53.7 | +30:07.5   | 8      |
| WRC 3    |                    |                   |                       |           |            |        |
| 1. (22.) | Quentin Gilbert    | Renaud Jamoul     | Citroën DS3 R3T       | 4:08:32.7 | +31:52.5   | 25     |